# Shift regiszter
A shift regiszter (léptető regiszter) egy digitális áramkör, mely flipflopok kaszkád kapcsolásából jön létre.
A flipflop 1 bit tárolására alkalmas kétállapotú billenőkör. A kaszkádba kapcsolt flipflop áramkörök közös órajellel (léptető jel) rendelkeznek, az első flipflop bemenetére adott jel (bit érték) minden órajel hatására továbblép egy pozícióval, mely úgy valósul meg, hogy az egyik flipflop kimenete a következő bemenete.
A shift regiszterekből bit hálózat is kiépíthető, ha több hasonló hosszúságú shift regisztert építünk párhuzamosan egy hálózattá.
A shift regisztereknek lehetnek soros vagy párhuzamos be- illetve kimenetük, ezek vegyesen is előfordulhatnak.
A shift regiszter lehet egyirányú vagy kétirányú (előre–hátra), valamint önmagában visszacsatolt.
A shift regiszter lehet minimum kétfokozatú (2 bites) vagy több fokozatú (n bites), ahol n tetszőleges pozitív egész szám.

## Történet
Az első ismert shift regiszter a Colossus nevű korai számítógépben építették fel a 40-es évek elején. A Colossus egy kódfeltörő gép volt a II. világháború alatt az angol elhárítás kezelésében. A számítógép elektroncsövekből épült fel, a benne található shift regiszter öt fokozatú (5 bites) volt.

## Shift regiszter fajták

### SISO
A SISO (Serial-in, serial-out), „soros-bemenet, soros kimenet” működésű shift regiszter.
A kaszkádba kapcsolt flipflopok első fokozatára érkező jel (1 bit), minden továbbléptető órajel hatására egy fokozattal jobbra lép. Az utolsó flipflop kimenete után a jel elveszik.
Egy négyfokozatú (4 bites) shift regiszter belső állapotai, minden egyes léptetés után, ha bemenetre 1 értékű bit kerül az első órajel előtt és utána 0 bit értékű jel következik:
0000, 1000, 0100, 0010, 0001, 0000
Egy négyfokozatú (4 bites) shift regiszter belső állapotai, minden egyes léptetés után, ha bemenetre állandóan 1 értékű bit kerül:
0000, 1000, 1100, 1110, 1111
A shift regiszter kimenetére a negyedik léptetés (órajel) után kerül ki a bemenetre adott eredeti jel. Így ez a konfiguráció késleltetésnek is használható, a bemeneti jel négy órajel múlva jelenik meg a kimeneten.

### SIPO
A SIPO (Serial-in, parallel-out), „soros bemenet, párhuzamos kimenet” működésű shift regiszter.
Ez a konfiguráció lehetővé teszi a soros-párhuzamos átalakítást.

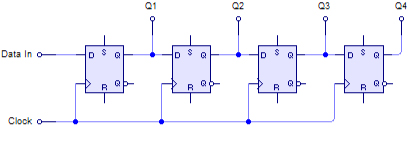
4 bites SIPO

### PISO
A PISO (Parallel-in, Serial-out), „párhuzamos bemenet, soros kimenet” működésű shift regiszter.
Ez a konfiguráció lehetővé teszi a párhuzamos-soros átalakítást is.
Az ábrán látható konfiguráció egy négy elemes (4 bites) PISO shift regisztert mutat be. A bemenetek a D1 – D4. A shift regisztert négy D-flipflop alkotja, a léptetés az órajel (clock) pozitív felfutó élére történik. A shift regiszter kimenete az utolsó D flipflop Q kimenete.

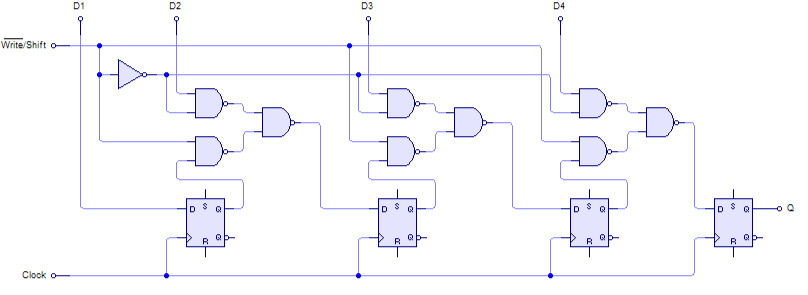
4 bites PISO

Az animáció egy 4 bites PISO típusú shift regiszter működését (belső állapotait) mutatja.
A működés lépései: a flipflopok törlése (clear), párhuzamos beírás a tárolókba (write), eltolás (shift).

4 bites PISO

### Gyűrűs számláló
A gyűrűs számláló egy visszacsatolt shift regiszter, ahol a shift regiszter kimenete vissza van csatolva a bemenetre.
Ilyen az úgynevezett Jonhson számláló is.
A gyűrűs számlálókban a fokozattól függően állandóan ismétlődik egy bitminta (pattern), amíg az órajel működik.
A gyűrűs számlálóknál is lehet egy állandó vagy változó soros bemenet vagy egy párhuzamos minta beírás.

## Felhasználás
A shift regiszterek egyik általános felhasználási területe a soros-párhuzamos átalakítás. Erre sok esetben szükség van, mert a jelek soros átvitele egyszerűbb, majd az átvitel után az eredeti byte forma kerül visszaállításra.
A shift regiszterekkel kapacitás és induktivitás nélküli késleltető áramkörök alakíthatók ki.
A kétirányú shift regiszterekkel verem (stack) áramkörök alakíthatók ki. A SIPO regisztereket általánosan használják mikroprocesszorok kimenetén, amikor több kimeneti lábra van szükség, mint amennyi rendelkezésre áll. Ez lehetővé teszi több bináris eszköz vezérlését.
Hasonló módon a PISO regisztert általánosan alkalmazzák akkor, amikor a mikroprocesszornak több párhuzamos bemenetre lenne szüksége, mint ahogy azt a tokozás megengedi. A különféle bináris kimenetek a PISO bemenetére kapcsolódnak, majd a megfelelő biteket beléptetik sorosan a mikroprocesszorba.
Shift regiszterek alkalmasak egy impulzus kiszélesítésére is. Itt az impulzus időzítése nem függ analóg elemektől, csupán az órajel pontosságától. A korai számítógépekben a shift regiszter az adatfeldolgozó egység része volt. Az aritmetikai-logikai egységben (ALU) a bináris műveleteknél használták.
A korai számítógépekben késleltető vonalas memóriának használták, ahol a bemenetre adott jelet a megfelelő eltolás (késleltetés) után visszacsatolták a bemenetre. A mai számítógépekben ez a frissíthető memória.